# Theodore Appleby
Pour les articles homonymes, voir Appleby.
Theodore Appleby (Long Beach, New Jersey, 28 janvier 1923 – Alba-la-Romaine, 1985) est un peintre et graveur américain installé en France dont l’œuvre s'apparente à l'expressionnisme abstrait.

## Biographie
Theodore Franklin Appleby Jr. appartient à une famille installée à Asbury Park vers 1875.
Il fréquente la Pauling School de New York et étudie en 1938 et 1939 dans l'atelier de John Corneal. En décembre 1942 il s'engage dans la Marine américaine et participe à des opérations dans les îles Marshall, à Kwajalein), Engebi et Eniwetok (Opération Catchpole). En 1945 et 1946 il est stationné à Yokohama où il étudie les gravures japonaises.

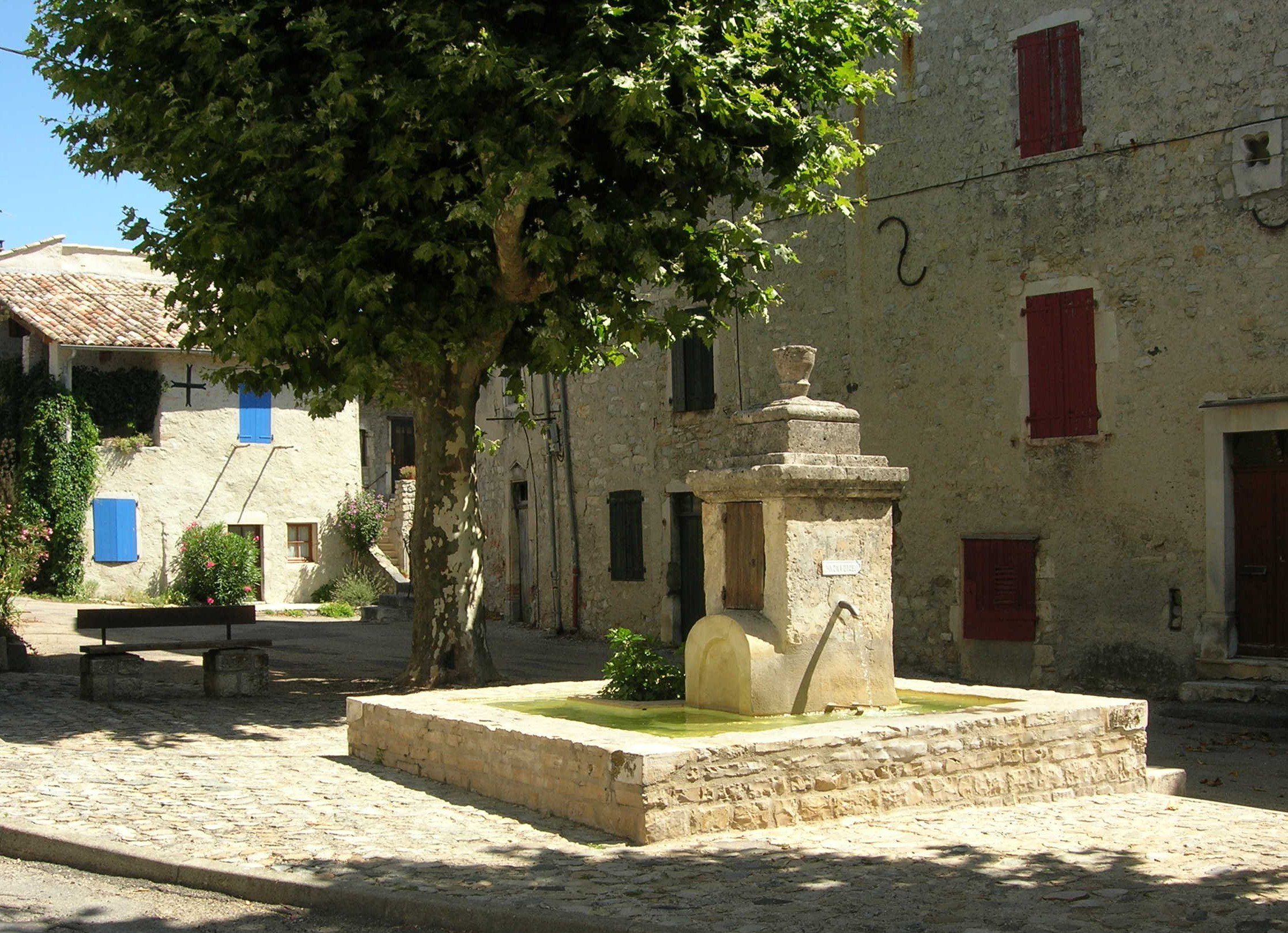
Alba-la-Romaine

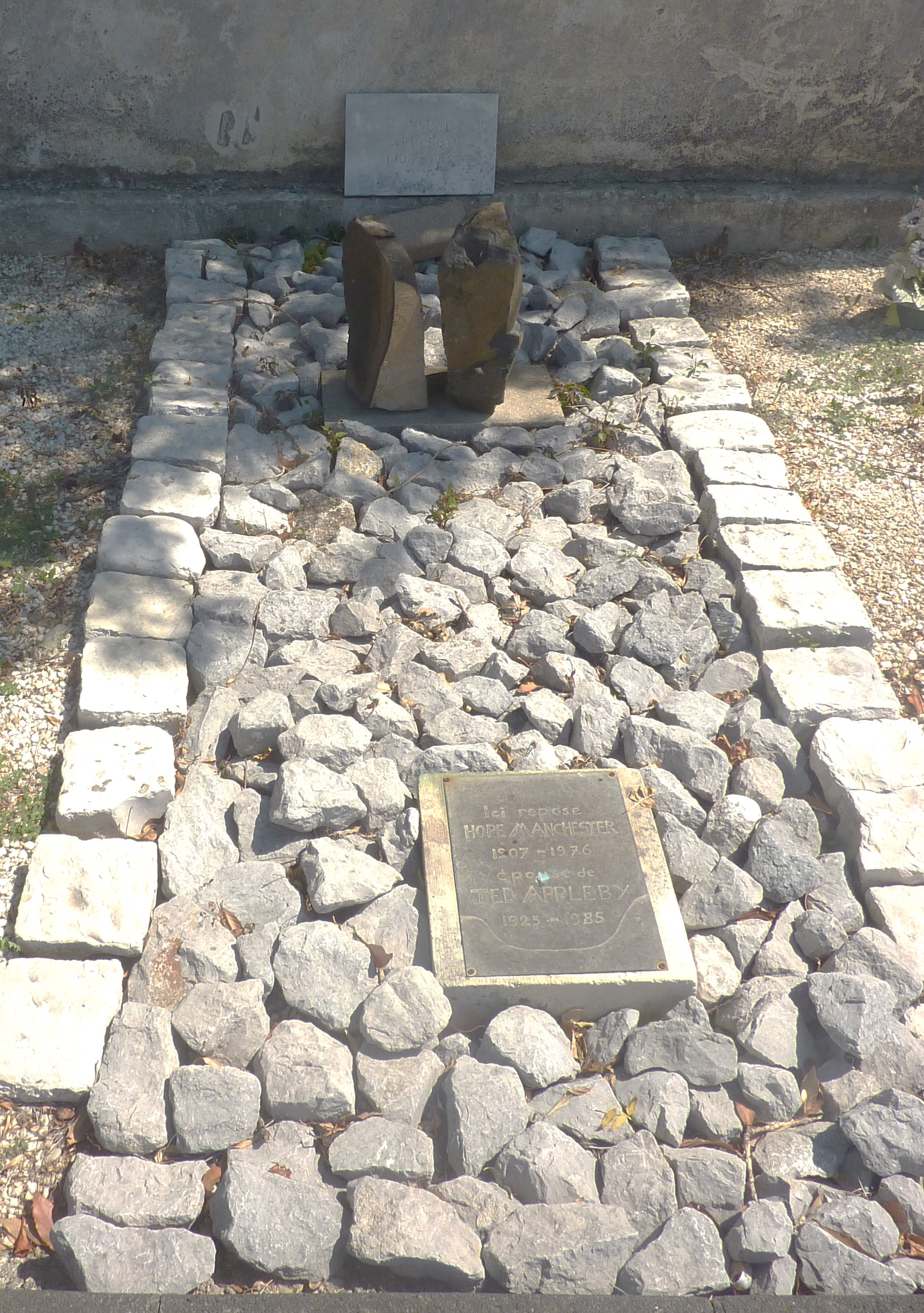
Tombe de Hope Manchester à Alba-la-Romaine.

En 1947 et 1948 Theodore Appleby séjourne au Mexique et étudie à l'université San Miguel de Allende où il réalise des peintures murales. En 1949 il s'installe à Paris où il visite régulièrement l'atelier de Fernand Léger. À la suite de l'appel publié le 15 septembre 1948 dans Combat par André Lhote pour sauver le village d'Alba-la-Romaine en Ardèche, de nombreux artistes de toutes nationalités en relèvent les maisons en ruine, y séjournent et y travaillent durant l'été, comme Stanley William Hayter, Ginés Parra, Eudaldo, Honorio García Condoy et Jean Le Moal, Alejandro Obregón. Theodore Appleby (surnommé Ted) et sa femme Hope Manchester (Warwick, 1907 – Alba-la-Romaine, 1976), elle-même peintre et sculpteur, y achètent en 1950 une maison. Theodore Appleby participe ainsi en septembre à la Première manifestation d'art à Alba puis aux éditions ultérieures du salon qui réunit amicalement les artistes.
Il fait alors partie des artistes américains qui s'inscrivent dans la vie artistique parisienne et expose au Salon des réalités nouvelles (1950, 1952, 1959, 1961) et au Salon d'automne (1953, 1954). Ami de Jackson Pollock, il participe, avec Sam Francis également né en 1923, à des expositions collectives à Rouen, Rennes, Nantes, Nancy, Saint-Étienne, Tours, et à Paris au Studio Paul Facchetti. Il reçoit en janvier 1957 un prix lors de la 62nd American Exhibition of Painting and Sculpture de l'Art Institute of Chicago.
Il meurt en 1985 à Lyon, et est incinéré.

## L'œuvre
Appleby se détache de la figuration schématique (Paysage rose, 1954, 47,5 × 64,5 cm ) pour juxtaposer librement des formes colorées libérées de toute allusion (Composition, 1954, 47,5 × 64,5 cm) qui se morcellent dans les années suivantes (Composition, 1956). Les surfaces mouchetées de ses tableaux, auxquels il ne donne plus guère de titres et qu'il préfère le plus souvent ne dater qu'au verso de ses toiles, sont alors traversées de fins réseaux (Composition abstraite, 1958, 61 × 40,5 cm; Composition verte, 1958, 146 × 97 cm, Musées royaux des beaux-arts de Belgique), parfois composés de fines gouttelettes de peinture. Il aborde à cette époque de larges formats (Composition, c. 1958, 181 × 195,5 cm).
Appleby s'inscrit ainsi dans la démarche spontanée de l'expressionnisme abstrait américain, en affirmant simultanément un souci de construction qui n'est pas sans l'apparenter aux artistes non-figuratifs de la nouvelle École de Paris au milieu de qui il développe son œuvre.

## Expositions personnelles
- 1956 : Studio Paul Facchetti, Paris
- 1957 : Martha Jackson Gallery, New York City
- 1959 : Centre culturel américain, 3, rue du Dragon, Paris (sculptures de Ralph Stackpole), juin 1959
- 1960 : Palais des Beaux-Arts, Bruxelles[réf. nécessaire]
- 1990 : Galerie Marie-Jane Garoche, Paris

## Expositions collectives
- 1948 : Groupe 48, Mexique
- 1950 : Salon de l'art libre, Paris
- 1953 et 1954 : Musée d'art moderne, Paris; Arts contemporains, Lisbonne[réf. nécessaire]
- 1955 et 1958 : Conférence internationale des artistes, Portugal
- 1956 : Galerie Arnaud, Paris
- 1956 : Junge amerikanische kunst, Kunstmuseum, Düsseldorf (catalogue).
- 1956 : Peintres américains abstraits de Paris, exposition itinérante, Allemagne
- 1956 : Arts contemporains, Musée de Lisbonne
- 1957 : 50 ans de peinture abstraite, Galerie Raymond Creuze, Paris, mai-juin (35 exposants à l’occasion de la publication du Dictionnaire de la peinture abstraite de Michel Seuphor)
- 1957 : Post Picasso Paris, Hanover galerie, Londres, 18 juin-27 juillet 1957
- 1957 : 62nd American Exhibition of Painting and Sculpture, Institut d'art de Chicago, 17 janvier-3 mars 1957 (Composition, Grey, 1956)
- 1958 : Pittsburgh international centenial, Carnegie Museum of Art, Pittsburgh
- 1958 : Neues aus der neuen Malerei, textes de Curt Schweicher et Charles Delloye, Städtisches Museum Leverkusen, 14 octobre-8 novembre 1958
- 1959 : 20 Peintres Américains, 20 Peintres Français, Centre culturel France-Amérique, Paris
- 1959 : L'École de Paris dans les collections belges, Musée national d'art moderne, Paris, 9 juillet 1959
- 1960 : Expression d'aujourd'hui (UNESCO), Château de Lunéville
- 1960-1961 : Artistes américains en France, Centre Culturel Américain, Paris[7]
- 1961 : exposition itinérante à Rouen, Rennes, Nantes, Nancy, Saint-Étienne, Tours.
- 1961 : Galerie Le Point Cardinal, Paris
- 1961-1962 : 14 american artists, Smithsonian institute, Washington D. C.
- 1963 : Riverside museum, New York
- 1964 : Edward Williams College, Hackensack, New Jersey
- 1964 : Université Fairleigh Dickinson, New Jersey
- 1988 : Atlantic gallery, New York
- 1990 : Collection Alla et Bénédict Goldschmidt, Musées royaux des beaux-arts de Belgique, Bruxelles, 21 septembre-16 décembre 1990
- 1990 : Atlantic gallery, New York
- 2007-2008 : Quadrum, revue internationale d’art moderne (1956-1966), Bruxelles, Musées royaux des beaux-arts de Belgique, 23.11.2007-30.03.2008; Paris, Centre Wallonie-Bruxelles, 14.05.2008-30.08.2008[8]
- 2011 : Los Angeles Art show 2011, Abby M. Taylor fine art, Los Angeles, janvier 2011
- 2012 : Les Américains à Paris 1945-1970[9], Galerie Artemper, Art Elysées, Champs-Élysées, Paris

## Collections publiques
- Musées royaux des beaux-arts de Belgique : Composition verte, 1958, 146 × 97 cm[10]

## Éléments de bibliographie
: source utilisée pour la rédaction de cet article

### Catalogues
- Appleby, texte de Michael Sayers, Studio Paul Facchetti, Paris, octobre 1956.
- 62nd American Exhibition of Painting and Sculpture, Institut d'art de Chicago, 1957.
- Post Picasso Paris, Hanover galerie, Londres, 1957.
- Appleby - Stackpole, Centre Culturel Américain, Paris, juin 1959.
- Artistes américains en France 1860-1961, Centre Culturel Américain, Paris, 1961.
- Appleby, Galerie Marie-Jane Garoche, Paris, 1990.
- Collection Alla et Bénédict Goldschmidt, Musées royaux des beaux-arts de Belgique, 1990[11].
- Quadrum : revue internationale d'art moderne (1956-1966), Musées royaux des beaux-arts de Belgique et  Éditions Snoeck, 2007.  (ISBN 978-90-5349-666-4)
- Los Angeles Art show 2011, Abby M. Taylor fine art, Los Angeles, janvier 2011, p. 58 (reproduction: Composition, vers 1958, 181 × 195,5 cm, p. 58).

### Articles
- Pierre Restany, « Appleby au Studio Facchetti », dans Prisme des Arts, Paris, novembre 1956.
- Appleby, dans Quadrum, Bruxelles, Palais des Beaux-Arts, 1960.

### Ouvrages généraux
- Lydia Harambourg, Dictionnaire des peintres de l'École de Paris, 1945-1965, Éditions Ides et Calendes, Neuchâtel, 1993  (ISBN 2825800481) ; nouvelle édition, 2010, p. 24  (ISBN 978-2-8258-0241-0).